# Misia Sert
Pour les articles homonymes, voir Sert.
Misia Sert, née Marie Sophie Olga Zénaïde Godebska (polonais : Maria, Zofia, Zenajda Godebska) le 30 mars 1872 à Saint-Pétersbourg et morte à Paris le 15 octobre 1950, est une mécène, égérie et pianiste française d’origine polonaise. Elle était mécène de nombreux peintres, poètes, et musiciens du début du XXe siècle. Son pseudonyme « Misia » est un diminutif de son prénom, Maria.

## Un environnement artistique

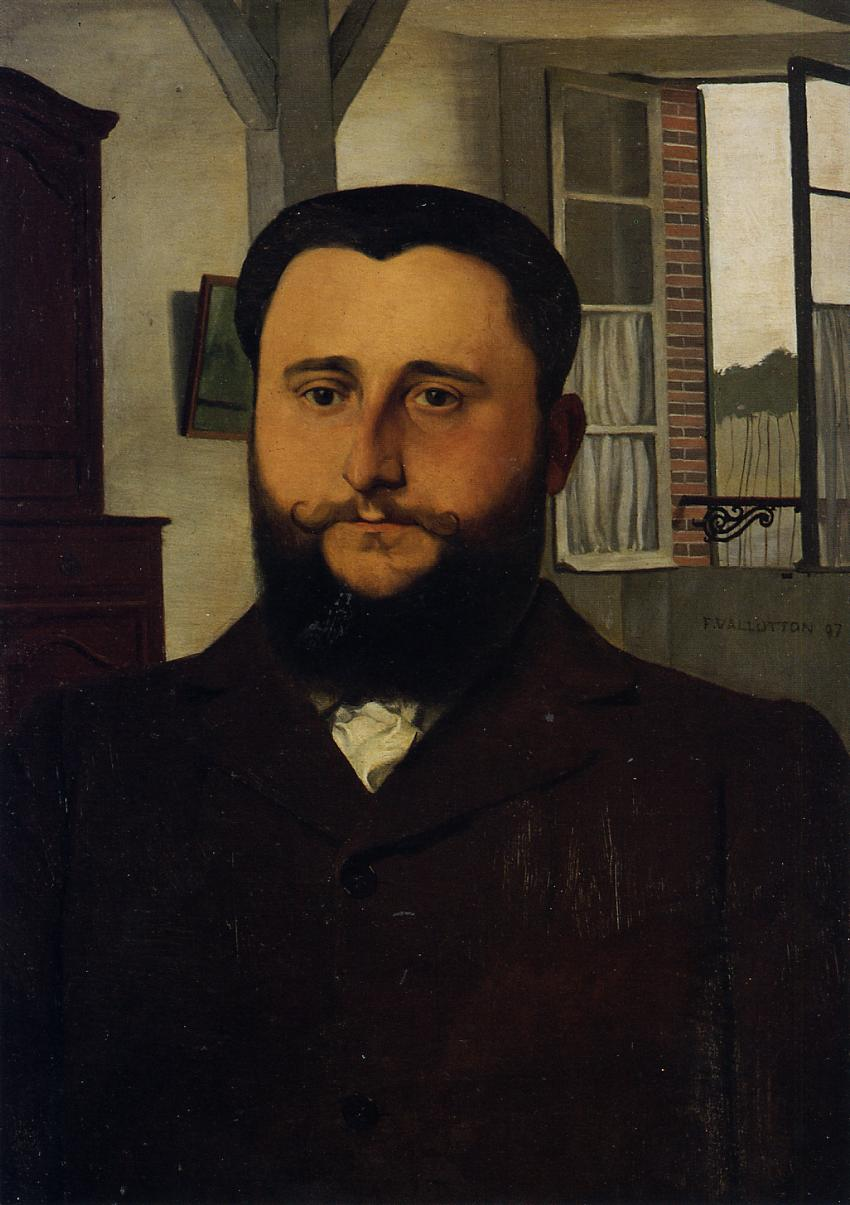
Thadée Natanson, par Félix Vallotton.

Marie Godebska, dite Misia, est la fille du sculpteur polonais Cyprien Godebski et de Sophie Servais (1843-1872), elle-même fille du violoncelliste belge Adrien-François Servais et de la Russe Sophie Féguine. Alors que Cyprien travaillait sur une commande à Saint-Pétersbourg, Sophie apprit qu'il la trompait avec sa jeune tante, Olga Féguine. Elle traversa l'Europe pour avoir une explication et mourut en accouchant de Misia. Peu après, Cyprien se remaria avec la Polonaise Matylda Natanson, avec laquelle il a eu un fils : Cipa Godebski. Ce dernier a beaucoup compté pour Misia.
Comme son père est trop pris pour s'occuper d'elle, elle est élevée jusqu'à l'âge de dix ans en Belgique par sa grand-mère dans sa propriété de Hal, où l'activité musicale reste intense malgré la mort quelques années plus tôt d'Adrien-François Servais. C'est là que Misia fait la connaissance de Franz Liszt, hôte régulier de la maison, c'est là aussi qu'elle apprend, presque seule, à jouer du piano en stupéfiant son entourage par ses dons.
En 1880, son père s'installe à Paris et fait venir ses enfants. Misia découvre sa belle-mère avec laquelle elle ne s'entendra pas. Elle fait aussi la connaissance des neveux de Matylda, Alexandre, Thadée et Alfred Natanson, qui eux font sa conquête. En 1882, sa belle-mère se débarrasse d'elle en la confiant aux Sœurs du Sacré-Cœur de Jésus, boulevard des Invalides (actuel musée Rodin). Elle y reste huit ans. Elle peut néanmoins une fois par mois aller chez son père, dont l'hôtel de la rue de Prony accueille le tout Paris artistique et littéraire. Elle a ainsi, après les Servais, un nouveau contact avec un milieu qui l'attirera toute sa vie. En outre, on lui permet de suivre des cours de piano avec Gabriel Fauré.
À sa sortie du couvent, c'est ce même Fauré qui lui aurait procuré des élèves de piano pour lui permettre de vivre de façon indépendante. C'est aussi l'époque où elle renoue avec les Natanson et tombe amoureuse de Thadée. Le jeune homme l'associe à son grand projet : La Revue Blanche en lui lisant ses articles . Son premier concert en public a lieu au Théâtre d'Application en 1892. Elle joue des valses de Maurice Rollinat.

## Misia et la Revue Blanche

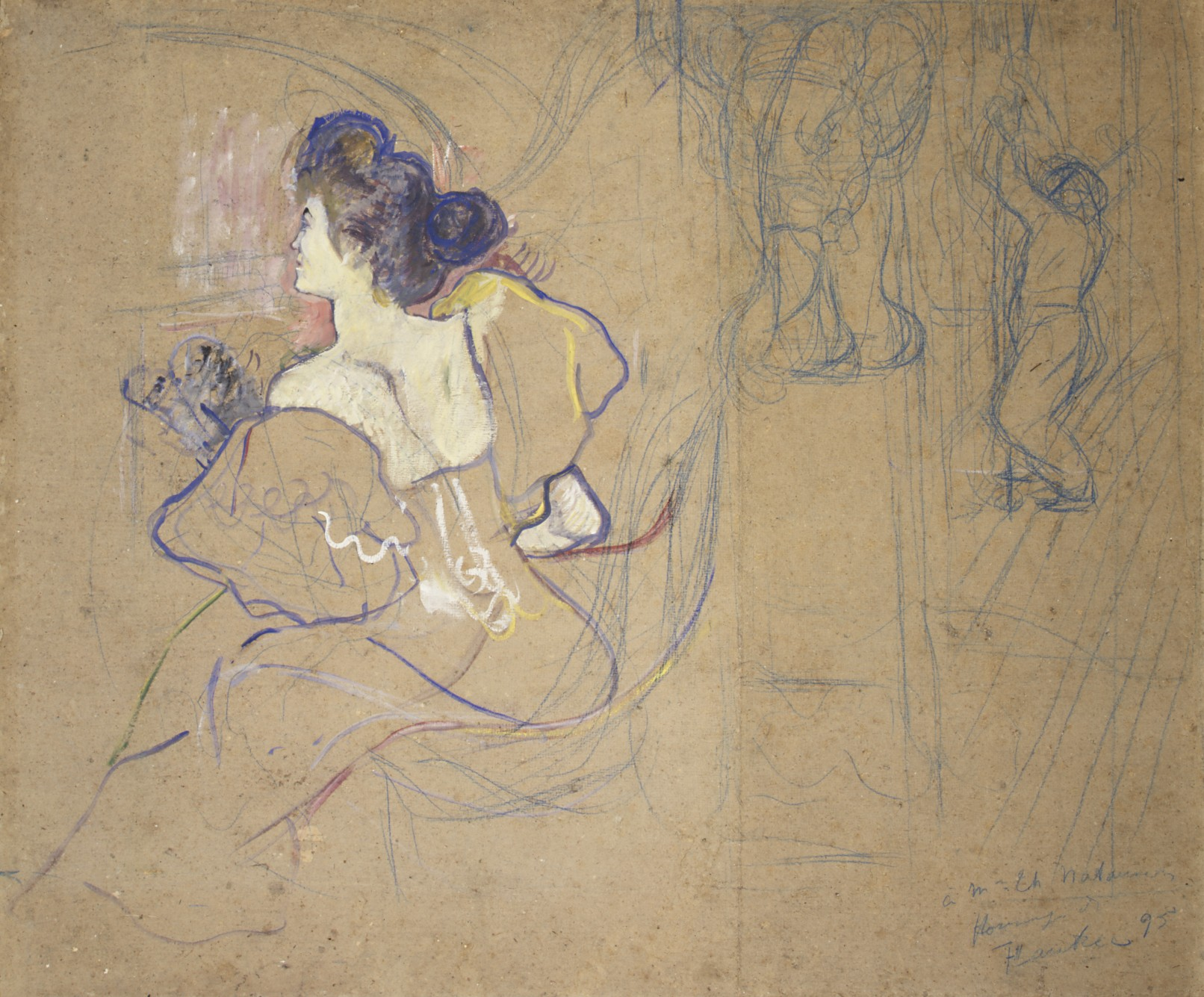
Misia au théâtre, par Toulouse-Lautrec, 1895.

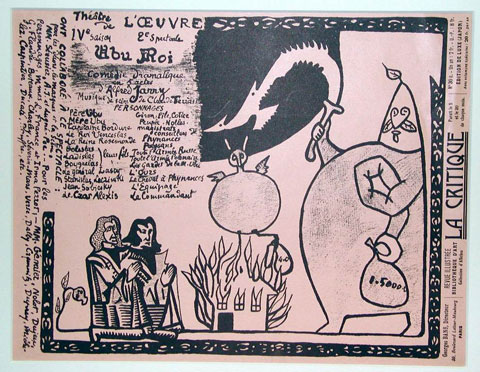
Ubu roi, affiche de la création.

Un an plus tard, le 23 avril 1893, elle épouse Thadée Natanson à Ixelles où habitent maintenant les Servais. Le couple s'installe au no 9 de la rue Saint-Florentin à Paris, où ils tiendront salon. Toute l'équipe de la Revue Blanche y défile et Misia tient table ouverte tous les jours. Elle devient le pôle d'attraction des peintres, surtout nabis, qui se disputent le droit de faire son portrait : Pierre Bonnard et Édouard Vuillard comptent parmi les premiers et plus fidèles amis.
Vers 1900 Vuillard la représenta avec Cipa Godebski dans le tableau intitulé Dans le jardin, qui en 1963 appartenait à l'industriel, collectionneur et bibliophile Jean Davray (1914-1985).
Deux autres nabis, Maurice Denis et Ker-Xavier Roussel, font partie de l'équipe, mais Roussel ne réalise que le portrait de Thadée. Toulouse-Lautrec, qui travaille assidûment pour la revue, est d'abord tenu à distance par Misia, mais elle finit par s'habituer à ce personnage hors du commun et se prend même d'affection pour lui. Thadée collectionne ces peintres et assure également leur promotion par des articles et des expositions au siège de la revue. Misia et lui sortent beaucoup : opéra, théâtre, concerts, vernissages, mais aussi cabarets sous la conduite de Toulouse-Lautrec.

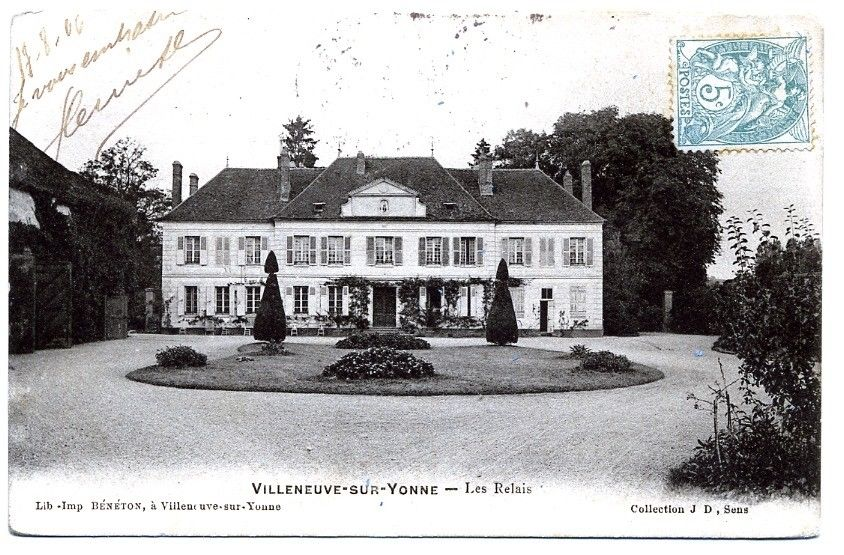
Le Relais, à Villeneuve.

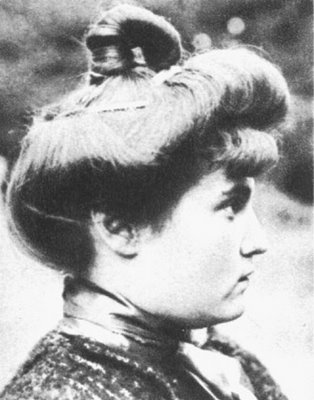
Misia, vers 1898.

Deux hommes de théâtre mobilisent l'attention du ménage Natanson : Lugné-Poë et Alfred Jarry. Ami d'enfance de Thadée, Lugné-Poë est le fondateur du théâtre de l'Œuvre en 1893. Ses décorateurs attitrés seront les nabis de l'équipe de la Revue Blanche. Il joue des auteurs modernes : Henrik Ibsen (qu'il a rencontré en Norvège avec les Natanson), Maurice Maeterlinck, Tristan Bernard, Oscar Wilde… A chaque fois, il compte sur la présence des Natanson à la première et à leurs critiques favorables, deux gages de succès. Jarry, qui figure parmi les auteurs publiés par la revue, reçoit le soutien de l'équipe pour sa pièce Ubu roi, prête en 1896 : Bonnard crée les décors avec l'aide de Vuillard, Lautrec et Sérusier ; la mise en scène est de Lugné-Poë, la musique de Claude Terrasse, beau-frère de Bonnard. La pièce est créée par la troupe du théâtre de l'Œuvre le 10 décembre au Nouveau-Théâtre. Mais la salle réagit par un vacarme tel qu'on ne peut plus entendre les acteurs. Le scandale donne à Misia un avant-goût de ce qui l'attendra avec le Sacre. En raison de sa ressemblance physique avec le héros de la pièce, Cipa Godebski sera dorénavant appelé « Père Ubu ».
L'activité principale de la revue est littéraire : il s'agit de promouvoir des écrivains nouveaux en publiant des critiques ou des extraits de leurs œuvres. Tolstoï, Tourgueniev, Gorki, Ibsen, Jane Austen, Rudyard Kipling, Robert Louis Stevenson, Oscar Wilde ou Mark Twain sont publiés pour la première fois en France dans les colonnes de la revue. Parmi les Français, certains ont le statut d'invité d'honneur : Stéphane Mallarmé et Verlaine ; d'autres peuvent être à la fois collaborateurs de la revue et écrivains : Romain Coolus, Henri de Régnier, Léon Blum, Octave Mirbeau, Jules Renard, Tristan Bernard, André Gide, Alfred Jarry, Guillaume Apollinaire, Paul Valéry, Marcel Proust et Henri Gauthier-Villars. Claude Debussy en a même tenu la critique musicale. Le rôle de Misia peut être à l'occasion de lire leurs textes, mais surtout de les recevoir le soir rue Saint-Florentin, ce qui ne l'empêche pas de passer dans la journée aux bureaux de la revue, rue Laffitte.

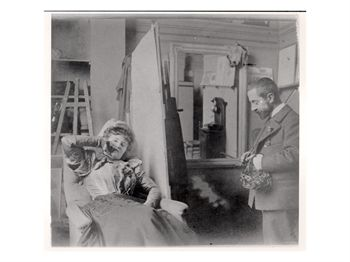
Misia et Toulouse-Lautrec.

Pour se rapprocher de Mallarmé, les Natanson achètent en 1896 une maison à Valvins, la Grangette, en bord de Seine face à la forêt de Fontainebleau, où ils reçoivent à la belle saison les écrivains et les peintres de leur cercle de la Revue Blanche, dont Vuillard, Bonnard et Toulouse-Lautrec. Mais au bout d'un an, ils quittent cette maison trop petite pour accueillir leurs nombreux amis et s'installent au Relais à Villeneuve-sur-Yonne. C'est le frère de Misia, Cipa Godebski, qui reprend la Grangette avec sa femme Ida. Mais le 9 septembre 1898, la nouvelle de la mort de Mallarmé est ressentie par eux comme une perte irréparable. Ils se retrouvent, avec Cipa et sa jeune femme, l'équipe de la revue et Renoir, ami de longue date du défunt, pour son enterrement à Samoreau, le cimetière où Misia le rejoindra.
La situation financière de Thadée se détériore à la fin des années 1890 : la position en faveur de Dreyfus prise par la Revue Blanche en 1898 lui fait perdre beaucoup de lecteurs et il a réalisé des investissements malheureux. Son frère Alexandre, qui dirige la revue, est lui-même dans une situation difficile. En 1900, Misia rencontre le magnat de la presse Alfred Edwards dans le théâtre qu'il possède et ce dernier veut en faire sa maîtresse. Pour éloigner Thadée, il propose de l'aider financièrement en l'envoyant diriger des mines en Hongrie. Il va plus loin quand il voit Thadée au bord de la faillite et propose d'éponger ses dettes si Thadée divorce. Misia de son côté obtient des avantages financiers considérables. Les deux cèdent et le nouveau mariage de Misia a lieu le 24 février 1905.

## La «Reine de Paris»

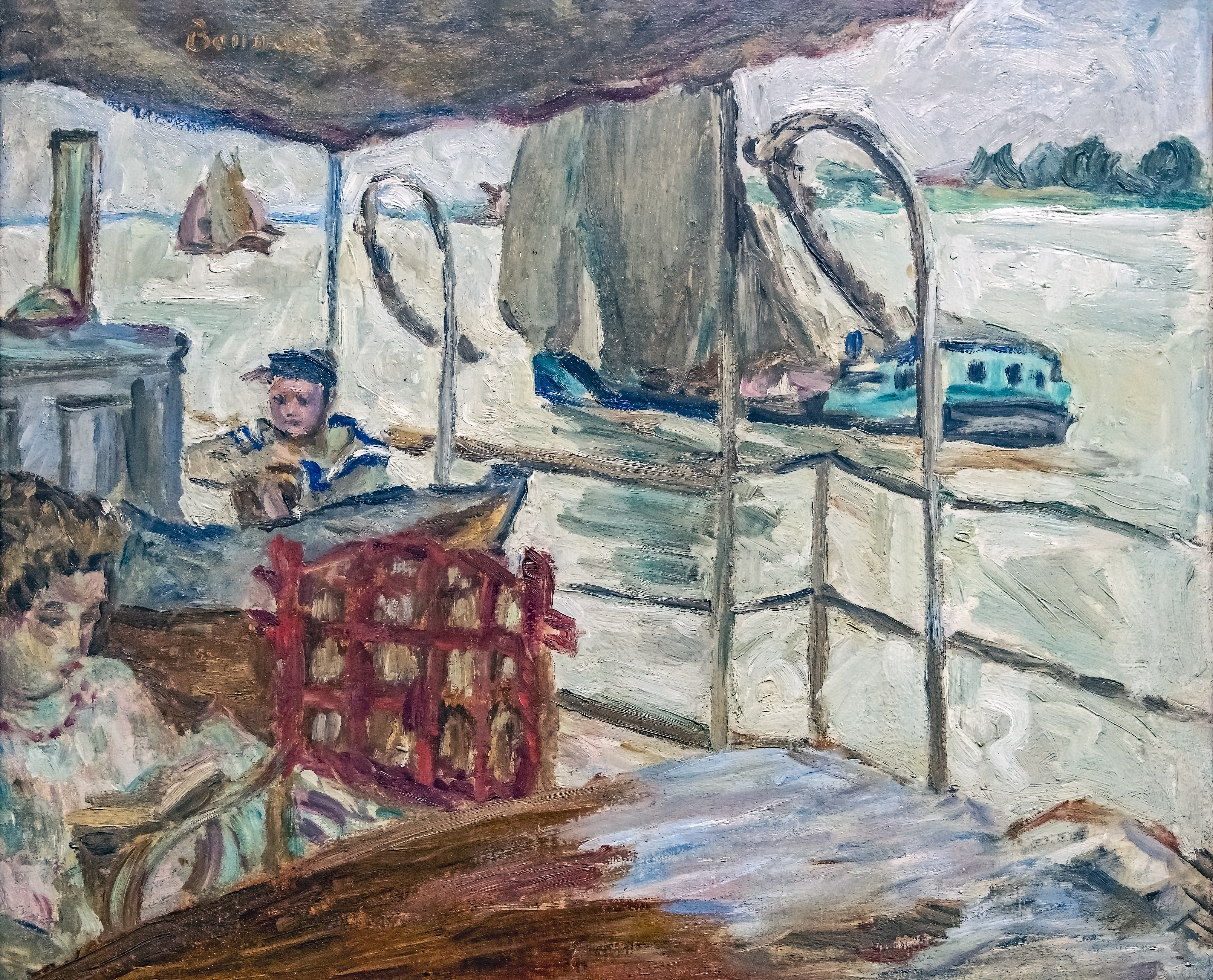
Misia au piano sur l'Aimée, par Bonnard.

Edwards organise des croisières à bord de l'Aimée, le yacht qu'il a fait construire pour Misia et baptisé de ses initiales : d'abord en direction de Trouville-sur-Mer avec Réjane, Lucienne Bréval, Sem et Forain, puis vers le nord de l'Europe par les canaux avec certains des amis de Misia. Sont invités : Bonnard, Pierre Laprade, Renoir (avec lequel Edwards a sympathisé quand il lui a commandé des portraits de Misia en 1904), Cipa et sa femme Ida, et un petit nouveau, Maurice Ravel. Les uns peignent, les autres jouent du piano. Misia avait pris fait et cause pour Ravel lors de son éviction du prix de Rome 1905 et demandé aux journaux d'Edwards de le soutenir.
Elle est maintenant tellement connue que les journalistes la surnomment la « Reine de Paris ». Mais en 1906, alors qu'elle doit déjà subir le caractère violent et brutal d'Edwards, ce dernier fait la connaissance d'une demi-mondaine, Lantelme, petite actrice qui joue avec Réjane. Il la couvre de cadeaux et réussit à rendre Misia jalouse. Après plusieurs années chaotiques, le divorce est prononcé en février 1909. Ironie du sort : c'est lors d'une croisière sur le Rhin à bord de l'Aimée que Lantelme disparaît, noyée, en 1911.
En 1908, alors que Misia est encore en pleine tourmente, Forain lui amène Josep Maria Sert. C'est le coup de foudre : ils partent ensemble pour Rome et elle découvre les talents de cicerone de Sert. À leur retour, il l'emmène voir Boris Godounov, l'opéra de Moussorgsky monté à Paris pour la première fois par Serge de Diaghilev. Le spectacle la subjugue et quand Sert lui présente Diaghilev, elle découvre qu'ils ont beaucoup de points communs. C'est le début d'une longue amitié. Diaghilev l'associe aux créations des Ballets russes et lui présente à son tour un nouveau venu : Igor Stravinsky.
À quarante ans, Misia sait qu'il ne lui faut pas seulement se comporter comme la compagne de Sert, mais aussi comme son associée, qui l'épaule dans son travail et sait se rendre indispensable. Elle lui ouvre bien des portes et « le ligote dans un réseau doré de services rendus ». Jacques-Émile Blanche, qui était aussi décorateur, s'est ainsi rendu compte qu'il pouvait perdre des marchés s'il trouvait en face de lui le ménage Sert, comme ce fut le cas avec sir Saxton Noble en 1913.
Au cours de la Grande Guerre, Misia organise un service d'ambulances et va chercher les blessés avec Paul Iribe, Jean Cocteau (qui s'est fait faire un costume d'infirmier par Paul Poiret) et Sert. En 1917, elle revient à ses activités civiles et soutient le ballet Parade, sur un livret de Cocteau, une musique d'Erik Satie et des décors de Picasso. Elle réussit à convaincre Diaghilev de prendre l'affaire en main et de rameuter la troupe des Ballets russes. Leonide Massine assure la chorégraphie. Mais le ballet déclenche un nouveau scandale. Picasso y gagne néanmoins sa future épouse, Olga Khokhlova, danseuse de la troupe. Il fera de Misia son témoin de mariage et la marraine de son fils Paulo. Il est vrai que Misia admire le travail de Picasso, à la différence de Sert. En retour, Picasso couvre José Maria de sarcasmes.
A la même époque, Misia fait la connaissance de Coco Chanel lors d'un dîner chez Cécile Sorel. C'est le coup de foudre, elle ne peut plus la quitter et décide de faire son éducation, mondaine et artistique, avec l'aide de Sert. Mais Chanel est encore ostracisée par la bonne société. Pour contourner la difficulté, Misia décide de l'emmener à Venise en 1920 et de donner en sa présence un grand dîner où toute la noblesse européenne sera invitée. Ainsi, à leur retour à Paris, plus personne n'ose refuser d'inviter Chanel. C'est au cours de ce séjour vénitien que Misia lui présente Diaghilev, que Chanel va soutenir à son tour.
Le 2 août 1920, Misia se décide à régulariser sa situation avec Sert et l'épouse à l'église Saint-Roch. Elle abandonne son appartement du 29 quai Voltaire, décoré par Bonnard, et le couple s'installe à l'hôtel Meurice, où il occupe le troisième étage. En réalité, ils auront, en plus de cette suite, deux ou trois logements : 19 rue Barbet-de-Jouy, où Sert a son atelier, rue de Constantine (Misia après son divorce), et le grand appartement du 252 rue de Rivoli (à ne pas confondre avec le 244, logement d'Edwards et Misia).
Dans les années 1920, Misia continue de plus belle à aider Diaghilev et Stravinsky, mais elle est maintenant épaulée par Chanel dont les affaires sont florissantes. Son grand plaisir est toujours de détecter de nouveaux talents et, en musique, c'est le groupe des Six qui retient son attention, notamment Georges Auric, Darius Milhaud et Francis Poulenc. Elle incite donc Diaghilev à monter leurs ballets : Les Biches, de Poulenc, avec des décors de Marie Laurencin, Le Train bleu de Milhaud, avec des costumes de Chanel, ou Les Fâcheux d'Auric, dans des décors de Georges Braque, tous créés en 1924. Elle subit néanmoins quelques refus de la part de Diaghilev, dont le plus retentissant concerne La Valse, de Ravel. Misia défend également Manuel de Falla, dont le ballet Le Tricorne, chorégraphié et dansé par Massine dans des décors de Picasso, obtient un triomphe en 1920.
En littérature, Misia suit de près la carrière de Raymond Radiguet. Elle n'est pas la seule : Cocteau le cornaque depuis 1918, Chanel lui apporte un soutien matériel, mais elle les a devancés puisqu'elle l'a repéré en 1917. Au début des années 1920, Radiguet est invité par ses soutiens à de nombreuses fêtes où il puisera son inspiration. Il écrit en 1922 Le Diable au corps, dont le succès sera considérable, et l'année suivante Le Bal du comte d'Orgel, où on reconnaît dans le rôle titre le comte Étienne de Beaumont. Il meurt de la typhoïde en décembre 1923 avec Misia et Chanel à son chevet.
En 1925, a lieu la rencontre qui allait porter un coup fatal au ménage Sert : une certaine Roussadana (Roussy) Mdivani, jeune Géorgienne blonde de vingt ans, fille d'un général se disant prince, frappe à la porte de l'atelier de Sert. Elle veut lui demander des conseils car elle s'engage dans une carrière de sculpteur. Sert tombe sous le charme et en fait sa maîtresse. Contre toute attente, Misia aussi tombe sous le charme de Roussy et rêve d'un ménage à trois. Leur relation fait jaser le tout Paris. Mais Sert veut divorcer et obtient l'annulation de son mariage en décembre 1927. A cette nouvelle, Misia tombe gravement malade et c'est Chanel qui s'occupe d'elle. Sert et Roussy se marient en août 1928. C'en est fini de la « reine de Paris », qui ne s'en remettra pas.

## Une fin de vie difficile
Le caractère de Misia change, et avec lui son apparence physique. Elle n'est plus une femme épanouie, bien en chair et aux joues roses. Pierre Brisson, dans Le Lierre, insiste sur « son étrangeté funèbre », « son allure spectrale » et ses yeux qui rendent mal à l'aise, « deux grains de charbon dans du lait, deux grains luisants mobiles et soudain fixés sur vous avec une intensité qui provoquait presque une gêne ». Un coup supplémentaire lui est porté par Alfred Savoir, hôte régulier de son salon, qui écrit et fait jouer en 1932 Maria, sur le thème du ménage à trois. Misia, furieuse, quitte la salle au milieu de la première.
Rayon de soleil néanmoins en 1933, lors d'un concert de gala où Misia partage la vedette avec la pianiste Marcelle Meyer en jouant du Chopin. La salle, comble et très élégante, lui fait un triomphe. Cocteau commente dans Paris-Midi : « Nous voilà face à face avec une de ces femmes auxquelles Stendhal accorde le génie. Génie de marcher, génie de rire, de remettre à sa place, de manier l'éventail… Mais j'ignorais… que ce génie… vague, aérien... poussait son registre jusqu'au génie véritable et que notre pianiste de la vie était une pianiste tout court. »
Repoussée par le ménage Sert, Misia se drogue pour tenir le coup. Mais en 1938, Roussy est atteinte d'une tuberculose qui se révèle vite incurable. Elle appelle Misia au secours et c'est cette dernière qui la veille à Paris. Elle meurt dans une clinique suisse en décembre. Misia, qui a perdu son frère l'année précédente, se tourne vers sa nièce Mimi, qui vit à Paris alors que son mari Aimery Blacque-Belair est au Maroc. Sert lui-même se rapproche de Misia et lui demande de servir d'hôtesse dans l'appartement de la rue de Rivoli. Mais sa santé se détériore avec une perte progressive de la vue et une crise cardiaque en 1939. La présence auprès d'elle d'un chevalier servant qui s'est insinué dans sa vie, Boulos Ristelhueber (1910-1972), n'arrange pas vraiment les choses, car il l'approvisionne en drogues.
Pendant la guerre, Sert est protégé par son statut de diplomate accordé par Franco. Il use de son influence pour sauver Maurice Goudeket, le mari de Colette, qui a appelé à la rescousse tous leurs amis. Misia a moins de chance avec son vieil ami Max Jacob, arrêté en 1944 et en instance de déportation. Elle réussit avec Sert à obtenir sa libération mais trop tard, il est mort à Drancy. Peu avant la Libération, elle cache rue de Constantine Jean Prouvost, recherché par les Allemands.
Après la guerre, Mimi s'installe dans l'appartement de la rue de Rivoli et tient compagnie à Misia qui vient de perdre José Maria. Mimi est à l'époque la maîtresse de Pierre Brisson, qui l'a embauchée au Figaro. Mais elle meurt dans un accident de voiture de 1949. Ne restent plus à Misia que Chanel et Boulos. Elle meurt en octobre 1950, à son domicile de la rue de Rivoli, avec à son chevet Denise Mayer. Chanel accourt et réalise elle-même sa toilette funèbre. Paul Claudel et Jean Cocteau viennent se recueillir. Elle est enterrée à Samoreau, non loin de Mallarmé. Boulos hérite de tout et en particulier de ses inestimables archives. C'est lui qui fait paraître en 1952 les Mémoires de Misia, fortement retouchés par ses soins.

## Mécénat et amitiés

### Maurice Ravel
Misia connaît sans doute Ravel depuis l'époque où il était l'élève de Fauré et sait son attachement pour Mallarmé. En juin 1904, Ravel est introduit dans le salon de Cipa Godebski par Ricardo Viñes. Ils sympathisent au point que les Godebski viennent aux répétitions du Tourbillon de la mort, un spectacle conçu par le père de Ravel. En février 1905, Ravel est dans la loge de Misia à un concert. En mai, il est à nouveau exclu du concours du prix de Rome. Misia réagit en mobilisant les journaux d'Edwards pour dénoncer cette injustice. Le Matin publie une interview désabusée du compositeur. Le scandale est tel que le directeur du conservatoire démissionne et est remplacé par Fauré. En même temps, la campagne de presse assure le renom de Ravel, que Misia invite à la croisière de l'Aimée pour le consoler.
En remerciement, Ravel dédie en 1906 le Cygne, une mélodie des Histoires naturelles, à Misia. Sur la base des manuscrits qu'ils détenaient, Gold et Fizdale disent qu'il lui a aussi dédié l'Introduction et allegro, mais il doit y avoir une confusion entre dédier et dédicacer. En 1909, le nouvel ami de Misia, Serge de Diaghilev, commande à Ravel un ballet, Daphnis et Chloé. Prêt en 1912, il est chorégraphié par Michel Fokine, coauteur de l'argument avec Ravel, et dansé par Nijinski. Malheureusement, il est victime d'une mauvaise programmation, car L'Après-midi d'un faune, créé quinze jours avant par le même Nijinski, a monopolisé l'attention.
Dès 1906, Ravel pense à dédier à Misia La Valse, qu'il appelle alors Vienne. Le projet dort dans les tiroirs pendant la guerre et Ravel n'entreprend la composition que fin 1919. Il s'agit en fait d'un ballet destiné à Diaghilev, mais depuis l'expérience du Daphnis, Ravel est inquiet. L'audition de la version pour piano devant Diaghilev chez Misia, en avril 1920, confirme son inquiétude. L'impresario lui déclare que « c'est un chef-d'œuvre mais ça n'est pas un ballet, c'est le portrait d'un ballet…». Malgré l'insistance de Misia, il refuse de le monter. Poulenc, qui a assisté à la scène avec Stravinsky, dit que Diaghilev aurait pu regretter son refus s'il avait vu la Valse de George Balanchine en 1951. Il n'empêche, ce « tourbillon fantastique et fatal » colle à l'image de sa dédicataire.

### Serge de Diaghilev
À la première de Boris Godounov au printemps 1908, José Maria Sert présente à Misia l'impresario à l'origine du spectacle et elle le couvre de compliments. Ils s'amusent l'un l'autre de découvrir qu'ils sont nés en Russie le même mois de la même année et ont perdu leur mère à la naissance. Leurs traits communs sont nombreux : « cyniques, irresponsables,... d'une parfaite arrogance envers ceux qui ne les amusaient pas ou ne les intéressaient pas, ils déployaient avec les autres tous leurs charmes… Tous deux possédaient à un degré remarquable une singulière vertu : le goût… Générosité et cruauté, enthousiasme délirant et ennui mortel, arrogance et humilité, tous deux étaient en proie aux fluctuations extrêmes du tempérament slave ».
Au cours de l'hiver 1908-1909, Diaghilev décide de faire venir le ballet impérial russe à Paris. Mais sans argent pour ses projets munificents qui comportent la rénovation totale du Châtelet, il se tourne vers deux mécènes, Misia et la  comtesse Greffulhe, qui forment un comité chargé de le soutenir . La série commence avec Le Prince Igor, de Borodine, en mai 1909, qui est un triomphe. Le salon de Misia rue de Rivoli (ancien appartement d'Edwards) devient le Q.G. de la troupe. Les ballets se succèdent en 1910 et 1911, Les Sylphides, Schéhérazade, Le Spectre de la Rose, et bien sûr la trilogie de Stravinsky, l'Oiseau de Feu, et Petrouchka, avant le Sacre du Printemps. Petrouchka est sauvé in extremis par Misia qui donne à Diaghilev l'argent que réclamait séance tenante le costumier. C'est elle aussi qui incite Diaghilev à monter des ballets français en 1912 : Le Dieu bleu, de Reynaldo Hahn et Cocteau, Daphnis et Chloé, de Ravel, et l'Après-midi d'un faune, de Claude Debussy, d'après Mallarmé, avec Nijinsky en vedette ; puis en 1913, Jeux, du même Debussy. 1913 est aussi l'année du Sacre, dont la première provoque un scandale retentissant et tourne à l'émeute. Debussy, qui est dans la loge de Misia et à ses côtés, est abasourdi. Diaghilev, inquiet, veut faire des coupes dans le spectacle pour sa présentation à Londres. Stravinsky s'y oppose farouchement et Misia doit s'interposer, avec difficulté.
En retour, Diaghilev confie à Sert les décors du ballet créé en mai 1914 à l'Opéra de Paris, La Légende de Joseph, livret d'Hugo von Hofmannstahl, musique de Richard Strauss, chorégraphie de Michel Fokine. La troupe est en sommeil pendant les premières années de la guerre, mais le projet formé par Misia et Diaghilev de faire travailler Erik Satie prend corps en 1917, avec Parade, sur un scénario de Cocteau, des décors de Picasso et une chorégraphie de Massine. Misia est au centre des difficiles tractations pour le monter. En 1920, elle préside le souper qui suit la première du Tricorne, de Manuel de Falla. Et en 1924, elle obtient que Diaghilev monte trois ballets français à l'Opéra de Monte-Carlo, d'Auric, Poulenc et Milhaud. Misia est sur le yacht du duc de Westminster en 1929, invitée par Chanel qui veut la distraire de ses peines de cœur, quand un radiogramme lui apprend que Diaghilev se meurt à Venise. Elle s'y rend aussitôt pour assister à ses derniers moments, en compagnie de Chanel, de Boris Kochno et de Serge Lifar.

### Igor Stravinsky
Misia a naturellement suivi les premières créations de Stravinsky montées par Diaghilev à Paris, L'Oiseau de feu en 1910 et Petrouchka en 1911. La même année, il lui présente ce qu'il a écrit du Sacre, alors qu'il loge chez elle : « Subjuguée par le martèlement et l'originalité des rythmes chaotiques, et les dissonances insolites, Misia avait reconnu un chef-d'œuvre. Diaghilev était moins convaincu ». Après l'émeute provoquée par la première parisienne du Sacre, Diaghilev souhaite faire des coupes dans la version londonienne. Stravinsky, malade, doit rester à Paris, mais il sent que la situation lui échappe et écrit des lettres menaçantes à Diaghilev et Pierre Monteux, chargé de la direction d'orchestre. C'est Misia qui parviendra à calmer tout le monde. Mais après la première, elle met les choses au point sèchement en envoyant le télégramme suivant à Stravinsky : « Succès complet Sacre gâté par votre lettre à Monteux blessante injuste pour Serge. Amitiés. Misia ». Dans une lettre ultérieure au compositeur, elle défend Diaghilev, assailli de toutes parts par des attaques injustes et ajoute : « Mon affection et mon admiration pour vous ont su démêler les influences et remettre un peu de paix dans le cœur de notre ami ». A l'été 1914, la paix semble revenue entre eux puisque Stravinsky écrit à Sert : « Je ne pense qu'au Rossignol, à Serge, à notre théâtre, à Misia et à vous dont j'ai énormément d'appui et de confiance ! C'est la vérité absolue ». L'opéra Le Rossignol a été monté par Diaghilev cette année-là.
Lors des disputes avec Stravinsky à propos du Sacre, Misia l'a exhorté à être et rester russe. La réponse vient après la composition du Rossignol, il s'agit des Noces, appelées aussi Noces villageoises qu'il joue à Misia venue le voir en Suisse à l'automne 1915 et qui l'écoute en compagnie de Diaghilev. Misia dit que c'est une merveille et Diaghilev pleure en disant que ce sera « la création la plus belle et la plus purement russe de notre ballet ». Il faudra attendre encore près de huit ans avant que Stravinsky ne trouve le bon format après être passé d'une cohorte de cent cinquante musiciens à un ensemble de voix, quatre pianos et percussions. La chorégraphie sera assurée par Bronislava Nijinska. En 1920, Chanel, qui a commencé à aider Diaghilev, fait de même avec Stravinsky, en l'installant dans une maison qu'elle avait achetée à Garches, Bel Respiro. Cela n'empêche pas ce dernier de continuer à harceler Misia de demandes d'argent. Il le fera encore en 1933, alors qu'il est un compositeur consacré.

### Pierre Reverdy
En tant qu'admirateur de Mallarmé, le poète Pierre Reverdy a vite capté l'attention de Misia. En mars 1917, il lance la revue Nord-Sud, qui veut défendre le cubisme, le surréalisme et le dadaïsme. Il publie Guillaume Apollinaire, Max Jacob, Louis Aragon, Philippe Soupault, Tristan Tzara, André Breton. Les illustrations sont de Juan Gris, Fernand Léger, Georges Braque ou André Derain. Plus tard, Reverdy s'offrira même comme illustrateurs réguliers de ses ouvrages Matisse et Picasso. Misia prend fait et cause pour cette revue qui lui rappelle la Revue Blanche : elle incite ses amis à s'abonner, achète les numéros qui paraissent en quantité et envoie un chèque mensuel à Reverdy.
C'est le début d'une longue amitié entre le poète, réservé et mystique, et Misia. Il apprécie la franchise de son jugement artistique et dans ses lettres l'assure de sa profonde tendresse. Il fréquente aussi son salon, bien qu'il ne soit pas mondain, et c'est là qu'il rencontre en 1920 Coco Chanel. Avec cette dernière, l'amitié tourne à la liaison durable, une liaison qui lui vaudra des invitations à la Pausa dans les années 1930.
En 1926, Reverdy quitte Paris pour l'abbaye de Solesmes, où il finira ses jours. Dans sa retraite, il continue d'écrire et de publier. Il reste aussi en correspondance avec Misia : « Je vous aime tant, je pense à vous avec tant de tendresse… Parfois une phrase de vous, un mot que vous m'avez dit me reviennent au cœur et alors à cette douceur se mêle seulement l'amertume de ne pas pouvoir vous embrasser, poser ma main sur la vôtre, de ne plus vous voir ».

### Coco Chanel
Claude Arnaud dit que Chanel pourrait bien avoir été la seule authentique création de Misia : « Ayant extrait ce diamant brut de sa gangue à la fin de la Première Guerre mondiale, elle l'a taillé et poli en la frottant à la haute société parisienne. Après avoir forgé son goût et son œil, elle a fait de la modiste muette de province la Chanel intarissable de la rue Cambon. »
Chanel a à l'époque deux handicaps : c'est une irrégulière, ancienne chanteuse de beuglant et maîtresse d'hommes du monde, qui est entre autres interdite de pesage sur les champs de courses, et c'est une modiste, donc un fournisseur, qu'il n'est pas convenable de recevoir dans les salons parisiens et pourra s'en voir expulsée. Le premier travail de Misia est de forcer la porte de ces salons. Elle y réussit en l'imposant d'abord au Gotha européen à Venise. Pour l'accès à la culture, elle est puissamment aidée par Sert, qui n'a pas son pareil comme cicerone lors de leurs nombreux voyages en commun et l'initie à toutes les formes d'art. Ils la présentent en outre à des hommes de culture, Reverdy, Diaghilev et Stravinsky, et Chanel saisit l'occasion pour les soutenir à son tour, car elle a compris l'importance du mécénat pour son image. Et Misia se montre généreuse avec Chanel en lui offrant des trésors de sa bibliothèque : un manuscrit de poèmes de Cocteau, France -l'Étron, avec 46 illustrations de l'auteur, dédicacé à Misia et à Sert, un tirage de luxe des Jockeys camouflés, de Pierre Reverdy, avec des dessins de Matisse, aussi dédicacé.
Misia a sans doute fait plus, si l'on se rapporte à la partie non publiée de ses Mémoires, divulguée par Gold et Fizdale. Elle dit que Lucien Daudet avait retrouvé dans les papiers de l'impératrice Eugénie dont il était le secrétaire une note à propos d'une recette secrète de René le Florentin, parfumeur de Catherine de Médicis et qu'il la lui avait apportée. Misia a tout de suite saisi l'opportunité et s'est précipitée chez Chanel pour lui expliquer l'intérêt de développer un parfum : « Son nom était alors sur toutes les lèvres et, par soi-même, une garantie de succès. » Elle dit avoir réussi à amuser Coco à propos du secret de René le Florentin et l'avoir ainsi incitée à passer à l'action : « Soigneusement, nous étudiâmes un flaconnage sobre, ultra-simple, presque pharmaceutique, mais dans le goût de Chanel et revêtu de l'élégance qu'elle conférait à toute chose. » Cette dernière fit alors appel à Ernest Beaux, dont la recette n'eut bien entendu aucun rapport avec celle de René le Florentin, puisqu'elle incorporait un produit de synthèse.
Misia ajoute : « Je ne cite ici que l'histoire la plus retentissante de l'un des miracles accomplis par Coco. Mais prenez les bijoux de mode… Où naquirent-ils ?… ». Elle n'en dit pas plus, mais selon David Lamaze, elle aurait aussi joué un rôle dans leur création, car elle avait une passion bien connue des témoins de sa vie : fabriquer des bonzaïs et autres bibelots en pierres dures.
Au terme de leur amitié tumultueuse, Chanel rend à Misia le plus bel hommage : elle réalise elle-même sa toilette funèbre avant d'ouvrir les portes de la chambre. « Les amis rassemblés ne purent qu'étouffer une exclamation admirative. Misia, plus belle que jamais, toute de blanc vêtue, reposait sur un lit de fleurs blanches, un ruban de satin rose pâle en travers de la poitrine. Sur le ruban était posée une unique rose pâle. C'était la dernière offrande de paix et d'amour de Chanel. »
En 2015, la maison Chanel a rendu hommage à Misia en créant un parfum à son nom.

## Portraits littéraires
« Misia, non pas telle que ses faibles Mémoires la recomposent, mais telle qu'elle exista : effervescente de joie ou de fureur, originale et emprunteuse, récolteuse de génies, tous amoureux d'elle : Vuillard, Bonnard, Renoir, Stravinsky, Picasso… collectionneuse de cœurs et d'arbres Ming en quartz rose ; lançant ses lubies, devenues des modes aussitôt exploitées […] Misia, reine du baroque moderne, ayant organisé sa vie dans le bizarre, dans la nacre, dans le burgau ; Misia boudeuse, artificieuse, géniale dans la perfidie, raffinée dans la cruauté […]. Elle excitait le génie comme certains rois savent fabriquer des vainqueurs, rien que par la vibration de son être […] Forte comme la vie chevillée en elle, avare, généreuse, enjôleuse, brigande, subtile, commerçante, plus Mme Verdurin que la vraie, prisant et méprisant hommes et femmes, du premier coup d'œil […] Misia aussi capitonnée qu'un sopha, mais si vous aspiriez au repos, un sopha qui risquait de vous envoyer au diable […] avec elle, il fallait faire vite. »

— Paul Morand, Venises

« Nous n'aimons les gens que pour leurs défauts. Misia m'a donné d'amples et nombreuses raisons de l'aimer… C'est à la fois la déesse de la destruction et de la création. Elle tue et dépose des germes, sans le savoir… Elle est généreuse : à condition qu'on souffre, elle est prête à tout donner, à tout donner pour qu'on souffre encore. »

— Coco Chanel, in Paul Morand, L'Allure de Chanel

« Misia aura été l'intercesseur décisif de ce grand moment européen où musique, peinture et littérature vécurent en osmose… Elle aura excité toutes les disciplines sans jamais rien créer… Sans univers propre, elle aura collectionné les artistes et, en leur inspirant des tableaux, des partitions et des livres inoubliables, se sera assuré une œuvre par la main gauche… Découvreuse, mécène et Pygmalion, Misia aura été pour finir l'une des muses les plus fécondes des temps modernes. »

— Claude Arnaud, Misia, fée verte

## Portraits de peintres

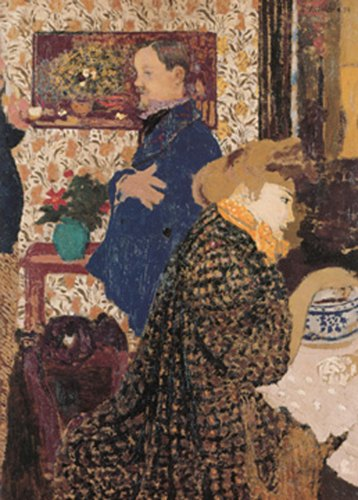
Vuillard, Misia et Vallotton à Villeneuve.

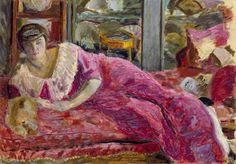
Bonnard, Misia allongée, Chrysler Museum of Art

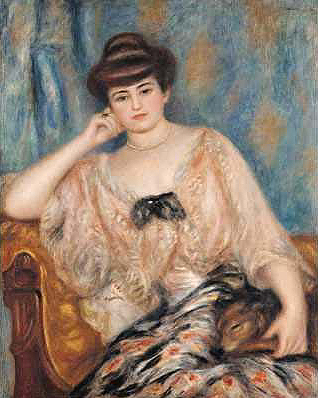
Renoir, Misia, National Gallery.

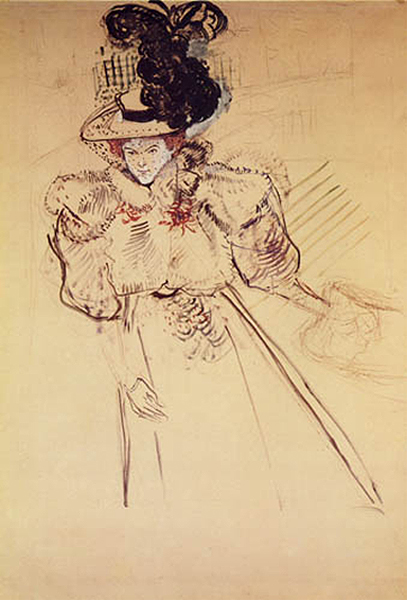
Toulouse-Lautrec, Misia, musée Toulouse-Lautrec.

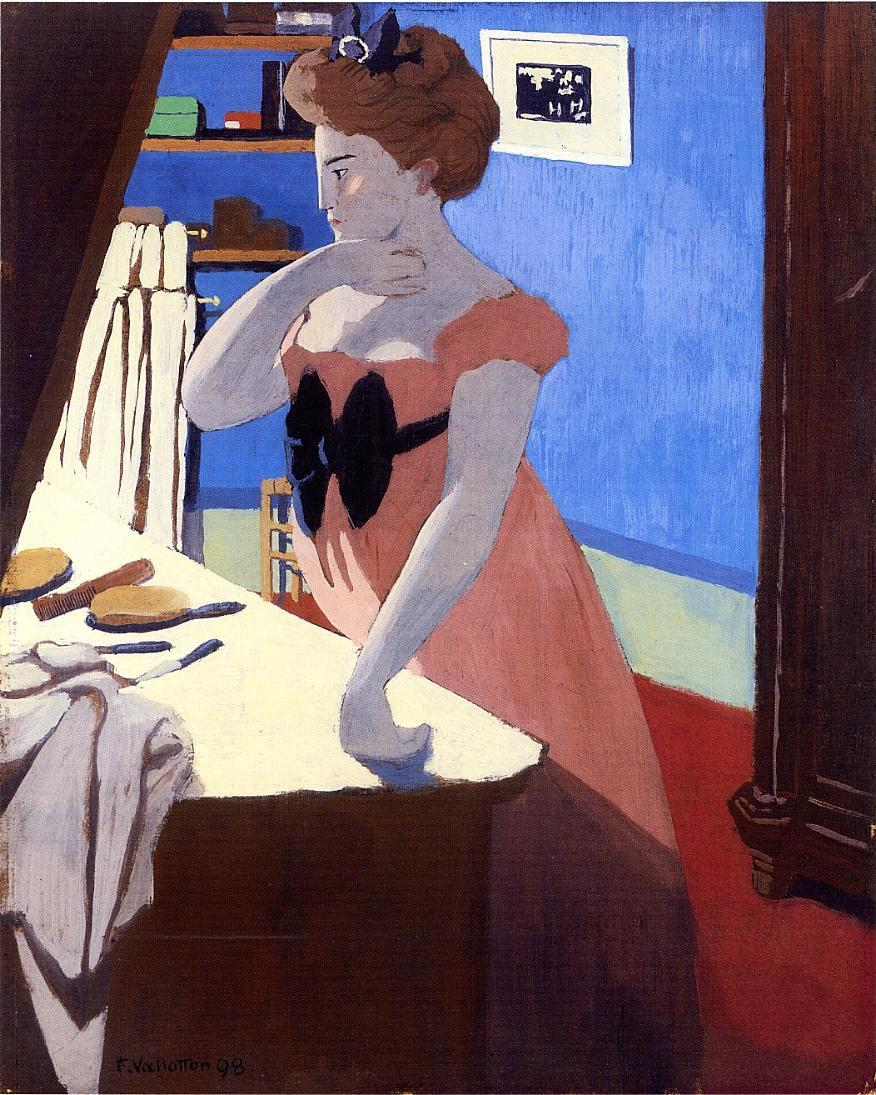
Vallotton, Misia à sa coiffeuse, musée d'Orsay.

Aucune femme n'a été aussi peinte que Misia : plus de cent portraits, seule ou en groupe, sans compter les scènes se déroulant dans son univers, comme la baignade ou le canotage sur la Seine à Valvins. Quatre peintres l'ont prise pour modèle à de multiples reprises, tous plus ou moins amoureux d'elle : Édouard Vuillard (le plus assidu), Pierre Bonnard, Auguste Renoir et Toulouse-Lautrec. On peut leur ajouter Félix Vallotton, plus réservé mais très proche dans les années 1890. Et pourtant, Misia déclare avec humour à propos de son physique : « Ce qui me va, c'est le genre bonne ».
Vuillard a commencé par décorer l'appartement des Natanson de cinq panneaux, livrés en 1895, où l'on découvre une Misia très rousse, il s'agit de la série dite l'Album. Des très nombreux portraits qu'il a peints d'elle, on peut retenir : Misia au piano, 1896, Metropolitan Museum ; Misia et Thadée ans le grenier de Valvins, 1896, coll. part. ; Misia et Cipa à table à Villeneuve, 1897, coll. part. ; Cipa écoutant Misia jouer du piano à Villeneuve, 1897, Staatliche Kunsthalle Karlsruhe ; Misia au piano rue Saint-Florentin, 1899, coll. part. ; Misia au corsage imprimé blanc et rouge, 1897-99, coll. part. (un portrait de face, très réussi) ; Misia et Vallotton à Villeneuve, 1899, coll. part. ; Le Goûter III (Misia et Bonnard à Villeneuve), 1897-99, Metropolitan Museum ; Femme assise sur un fauteuil (Misia dans le jardin de Villeneuve), commande du tennisman Claude Anet, 1898, coll. part. ; Les Tasses noires (Misia et sa nièce Mimi rue Barbet-de-Jouy), 1925, coll. part.
Bonnard est le deuxième plus fidèle ami de Misia, qui comme Vuillard se partage entre elle et son frère Cipa, que ce soit à Paris ou à la campagne. Il a en outre été embauché par elle pour décorer son appartement du quai Voltaire vers 1906. Il lui a fourni à cette occasion d'immenses panneaux (certains de plus de quatre mètres) dans ce style nabi si caractéristique. A l'exposition d'Orsay, on admirait surtout Misia en robe violette allongée sur un divan, d'avant 1914, au Chrysler Museum of Art (Norfolk, Virginie), anciennement dans le salon de la rue Barbet-de-Jouy. De ses seize autres portraits, on peut retenir : Le Petit déjeuner de Misia, 1896, coll. part. ; Sous la lampe (rue Saint-Florentin), 1899, Bridgestone Museum of Art, Tokyo ; Misia et Cipa, 1902, Musée des Beaux-Arts, Bruxelles ; Misia au piano, 1902, coll. part; Misia Godebska (quai Voltaire), 1908, Musée Thyssen-Bornemisza, Madrid.
Renoir connaît Misia depuis les débuts de la Revue Blanche. Bien que plus âgé d'une génération, il en a conseillé les participants. Il la prend pour modèle à partir de 1904 à la demande d'Edwards, malgré des séances rendues difficiles par ses rhumatismes. Il en récolte une invitation à faire la croisière de l'Aimée en 1905. Misia dit qu'il a fait d'elle sept à huit portraits. Jo Frémontier n'en connaît que trois : Misia accoudée, de 1904, autre vedette de l'exposition de 2012, à la National Gallery de Londres, après avoir été dans la collection de Jean Godebski ; Misia lisant, de 1904 également, au Tel Aviv Museum of Art ; et Misia sur un sofa, de 1907, Fondation Barnes à Philadelphie.
Toulouse-Lautrec a aussi fait partie de l'équipe de la Revue Blanche. Thadée Natanson lui a commandé en 1895 un dessin pour la couverture de la revue. Il prend Misia pour modèle, en fait une patineuse portant voilette et manchon (musée Toulouse-Lautrec, Albi, pour l'original), et l'appelle son hirondelle. Son attachement pour les Natanson l'amène à fréquenter tous les week-ends, voire tout l'été, leurs maisons de Valvins et Villeneuve. Quand il ne dessine pas, il s'affaire dans les tâches domestiques. Il peint trois portraits de Misia à Villeneuve : À table chez M. et Mme Thadée Natanson, Musée des Beaux-Arts de Houston, Misia dans le jardin, coll. part., et Misia au piano, Musée des Beaux-Arts de Berne ; et à Paris Misia au théâtre, au Met. Alors qu'il est près de mourir et en cure de désintoxication, il prend à nouveau Misia pour modèle de sa célèbre série de dessins sur le cirque, dédiée à l'hirondelle (BNF et autres musées).
Thadée Natanson a découvert  Vallotton à l'occasion d'une exposition de ses xylographies en 1892. Ce dernier l'a suivi à la Revue Blanche et plus tard est devenu un habitué du Relais. On lui doit le célèbre Misia à sa coiffeuse, musée d'Orsay, qui a fait la couverture du catalogue de l'exposition consacrée à Misia, Misia Natanson, 1898, à la Pinacothèque de Munich, et la série de bois gravés les Intimités, sur le couple Natanson. Il tend à s'éloigner de Misia après son mariage en 1899 avec Gabrielle Bernheim.
Parmi les autres artistes qui ont représenté Misia, on peut citer Ker-Xavier Roussel, Jean Cocteau, Pierre Laprade et Christian Bérard.

## Postérité

### Expositions
- « Misia, reine de Paris »
  - Musée d'Orsay, du 12 juin au 9 septembre 2012[85]
  - Musée Bonnard, du 13 octobre 2012 au 6 janvier 2013[86]

### Théâtre
En 1906, Alfred Edwards écrit et fait jouer Par Ricochet, qui reprend son histoire avec Thadée et Misia. Il donne le rôle de Misia à Lantelme, qui va devenir sa maîtresse, puis son épouse.
Thadée Natanson écrit avec Octave Mirbeau la pièce Le Foyer en 1908, qui fait scandale à l'époque pour sa violente satire des mœurs. On a eu vite fait de rapprocher les trois principaux personnages de ceux d'Edwards, Misia et Thadée…, soit la même histoire que dans la pièce d'Edwards.
Le rêve de ménage à trois de Misia (avec Sert et Roussy Mdivani) a inspiré deux pièces de théâtre : Maria, d'Alfred Savoir en 1932 et Les Monstres sacrés de Jean Cocteau en 1940.
Autour du personnage de Misia, une pièce de théâtre intitulée La Vénus au phacochère, écrite par Christian Siméon et interprétée notamment par Alexandra Lamy a été créée à Paris au Théâtre de l'Atelier en janvier 2013.

### Romans
Thomas l'imposteur, roman de Jean Cocteau sur le service des ambulanciers pendant la première guerre, est basé sur l'expérience qu'il a vécue avec Misia. Il la dépeint sous les traits de la princesse de Bormes.
Si le modèle du personnage de madame Verdurin dans A la recherche du temps perdu de Marcel Proust est principalement Marguerite de Saint-Marceaux, il emprunte de nombreux traits à Misia. D'ailleurs Chanel n'appelle plus Misia que madame Verdurinska. Cette dernière inspire aussi à Proust le personnage de la princesse Yourbeletieff, marraine des Ballets russes.
Pierre Brisson, amant de la nièce de Misia, Mimi Blacque-Belair, a écrit un roman à clés, Le Lierre, dont Misia, José Maria et Mimi sont les personnages principaux. Les deux premiers ont droit à un portrait-charge féroce.
Maryse Wolinski a écrit un roman, La Sibylline, basé sur l'histoire de Misia, qui emprunte son titre au surnom que lui donnait Proust.
David Lamaze, musicologue, a écrit d'abord un roman, Le Cygne de Ravel, basé sur sa thèse selon laquelle Ravel aurait transcrit les noms « Misia » « Godebska » en deux groupes de notes musicales qu'il aurait utilisés constamment dans sa musique. Il a ensuite écrit une biographie romancée de la jeunesse de Misia (de 1889 à 1898) en quatre tomes, où il expose d'autres hypothèses découlant de ses recherches : Misia serait aussi la Mélisande de Debussy et la Mésange du prince André Poniatowski.

#### Études
- Misia par Misia, Paris, Gallimard, 1952, 303 p. (BNF 32627618) Souvenirs réécrits et arrangés par son secrétaire, Boulos Ristelhueber, et amputés des passages relatifs à Chanel, à la demande de cette dernière
- Arthur Gold et Robert Fizdale, Misia : La vie de Misia Sert, Paris, Gallimard, 1981, 407 p. (BNF 34656293) Ouvrage traduit de l'anglais basé sur les archives de Misia transmises par son héritier et emportées aux Ḗtats-Unis par les auteurs
- Malou Haine, « Cipa Godebski et les Apaches », Revue belge de musicologie, no 60,‎ 2006, p. 221-266 (ISSN 0771-6788, BNF 34459732)
- Alex-Ceslas Rzewuski, La double tragédie de Misia Sert, Paris, Les éditions du Cerf, 2006, 101 p. (ISBN 2-204-07863-8, BNF 40096020)
- Paul-Henri Bourrelier, La Revue blanche : une génération dans l'engagement, 1890-1905, Paris, Fayard, 2007, 1199 p. (ISBN 978-2-213-63064-9, BNF 41093856)
- Philippe Champy, Les Blacque-Belair : Ascension sociale et plongée dans la culture, Paris, Guénégaud, 2007, 144 p. (ISBN 978-2-85023-130-8, BNF 41191913) Avec la collaboration de Jean-Claude Huvé, s.j.
- Dominique Laty, Misia Sert et Coco Chanel : une amitié, deux tragédies, Paris, Odile Jacob, 2009, 252 p. (ISBN 978-2-7381-2291-9, BNF 41494173, lire en ligne)
- Cécile Barraud, La Revue Blanche. Une anthologie (avant-propos Éric Marty), Manucius, 2010.
- David Lamaze, Le Cœur de l'horloge : une dédicace cachée dans la musique de Ravel, Saint-Brieuc, Reflets de Misia, 2010, 272 p. (BNF 42319217)
- (es) Isabel Margarit, París era Misia : el fascinante mundo de Misia Sert, musa de artistas, Madrid, La esfera de los libros, 2010, 293 p. (ISBN 978-84-9734-916-1, BNF 42256978)
- Jo Frémontier (préf. Karl Lagerfeld), Misia l'inspiratrice, Gœttingue, Steidl, 2012, 293 p. (ISBN 978-3-86930-481-6, BNF 42767599)
- Isabelle Cahn, Guy Cogeval et Marie Robert, Misia, reine de Paris : [exposition, Paris, Musée d'Orsay, 12 juin-9 septembre 2012, Le Cannet, Musée Bonnard, 13 octobre 2012-6 janvier 2013], Paris, Gallimard/Musée d'Orsay, 2012, 191 p. (ISBN 978-2-07-013819-7, BNF 42698826) Catalogue de l'exposition au musée d'Orsay 12 juin-9 septembre 2012 et au Musée Bonnard, 13 octobre 2012-6 janvier 2013
- Maurice Ravel, L'intégrale : Correspondance (1895-1937), écrits et entretiens : édition établie, présentée et annotée par Manuel Cornejo, Paris, Le Passeur Éditeur, 2018, 1769 p. (ISBN 978-2-36890-577-7 et 2-36890-577-4, BNF 45607052) Contient 4 correspondances de Maurice Ravel à Misia (1906-1921) n°152, 264, 1162, 1276
- David Lamaze, Misia, un point commun... : Misia, Saint-Brieuc, Reflets de Misia, 2018, 260 p. (ISBN 978-2-9795251-4-2) Étude critique des sources biographiques, étude de certains reflets littéraires
- David Lamaze, Misia, un point commun... : Ravel, Saint-Brieuc, Reflets de Misia, 2018, 126 p. (ISBN 978-2-9795251-5-9) Étude musicologique de l'hypothèse d'une transcription solfégique  des mots Misia Godebska dans la musique de Ravel (version allégée du Cœur de l'horloge
- David Lamaze, Misia, un point commun... : Debussy, Saint-Brieuc, Reflets de Misia, 2018, 260 p. (ISBN 978-2-9795251-6-6) Étude musicologique de l'hypothèse d'une transcription solfégique  des mots Misia Godebska dans la musique de Debussy
- David Lamaze, Misia, un point commun... : Conclusions, Saint-Brieuc, Reflets de Misia, 2018, 67 p. (ISBN 978-2-9795251-7-3) Conclusions portant sur les trois études précédentes
- David Lamaze, Misia, un point commun... : Annexes, Saint-Brieuc, Reflets de Misia, 2019, 270 p. (ISBN 978-2-919525-18-8) tableaux généalogiques, repères chronologiques, 120 lettres inédites de la famille de Misia, citées partiellement dans le volume I, le décryptage des parties codées du journal de Ricardo Viñes

#### Œuvres de fiction
- Pierre Brisson, Le Lierre, Paris, A. Sauret, 1953, 269 p. (BNF 31874639) Roman à clef dont Misia, José Maria et Mimi sont les personnages principaux.
- David Lamaze, Le cygne de Ravel : roman, Paris, Michel de Maule, 2006, 250 p. (ISBN 2-87623-196-4, BNF 40217290)
- Maryse Wolinski, La Sibylline : roman, Paris, Seuil, 2010, 349 p. (ISBN 978-2-02-097603-9, BNF 42200613)
- David Lamaze, Missia (I) Ophélie : roman, Saint-Brieuc, Reflets de Misia, thebookedition.com, 2013, 235 p. (BNF 43769723). 1892-1893. Le mariage avec Thadée. Exil à Bruxelles, une longue année car les parents s'opposent.
- David Lamaze, Mischia (II) : La Belle au bois dormant, Saint-Brieuc, Reflets de Misia, thebookedition.com, 2016, 273 p. (ISBN 978-2-919525-10-2). 1893-1895. Misia Reine de la Revue blanche. Un mari non jaloux. Premiers flirts.
- David Lamaze, Micha (III) : Biancaflor, Saint-Brieuc, Reflets de Misia, thebookedition.com, 2018, 408 p. (ISBN 978-2-919525-11-9). 1895-1898. Complications. Jusqu'à la "révolution" de 1898...
- David Lamaze, Misia (IV) : Mésange, Saint-Brieuc, Reflets de Misia, thebookedition.com, 2019, 321 p. (ISBN 978-2-919525-12-6). Retour sur l'entrée en scène de Misia. 1889-1892. Son prince charmant, le musicien qui la courtise.

### Radio
- Ève Ruggiéri raconte : Misia, Radio Classique, 24 août 2017